# Ensemble pour une solidarité thérapeutique hospitalière en réseau
Pour les articles homonymes, voir Esther.
Ensemble pour une solidarité thérapeutique hospitalière en réseau (ESTHER) est un réseau international qui œuvre « pour l’amélioration des services de santé » en Afrique et en Asie.

## Pays ESTHER
- Bénin
- Burkina Faso
- Burundi
- Cambodge
- Cameroun
- Centrafrique
- Côte d'Ivoire
- Gabon
- Ghana
- Laos
- Libéria
- Mali
- Maroc
- Niger
- Sénégal
- Tchad
- Togo
- Viêt Nam

## Réseau ESTHER en Europe
Pays du réseau :
- Allemagne
- Autriche
- Belgique
- Espagne
- France
- Grèce
- Italie
- Luxembourg
- Portugal
- Norvège